# Pädagogik (Zeitschrift, DDR)
Pädagogik oder Pädagogik. Zeitschrift für Theorie und Praxis der sozialistischen Erziehung (ab 1959) erschien als führende Fachzeitschrift für erziehungswissenschaftliche Themen von 1946 bis 1990 in Ost-Berlin, erst in der SBZ, dann in der DDR. Erster Chefredakteur war Max Gustav Lange, der 1950 in den Westen floh, zusammen mit Robert Alt und Rudolf Söhring. Das 1950 neu gegründete Deutsche Pädagogische Zentralinstitut der DDR gab die Zeitschrift bis Heft 9/1970 weiter heraus mit der Aufgabe, „die pädagogische Theorie so zu entwickeln, daß sie eine beständige Verbesserung der fortschrittlichen pädagogischen Praxis ermöglicht“ (1/50, S. 1). Nach der Umwandlung in die Akademie der Pädagogischen Wissenschaften der DDR 1970 erschien sie in dieser Herausgeberschaft weiter bis zum Heft 7/8 1990. Deren Präsident Gerhart Neuner war von 1957 bis 1970 der Chefredakteur, ihm folgte Ernst Pilz (1923–) bis 1989, nach dessen Altersruhestand dann Hermann Kroh. Die Zeitschrift war maßgeblich für die sozialistische Erziehung in der DDR.
Nach Verkauf von Teilen des Verlages Volk und Wissen an den Luchterhand Verlag erschien ab Herbst 1990 eine Nachfolgezeitschrift Pädagogik und Schulalltag.